# Sezione (geometria descrittiva)

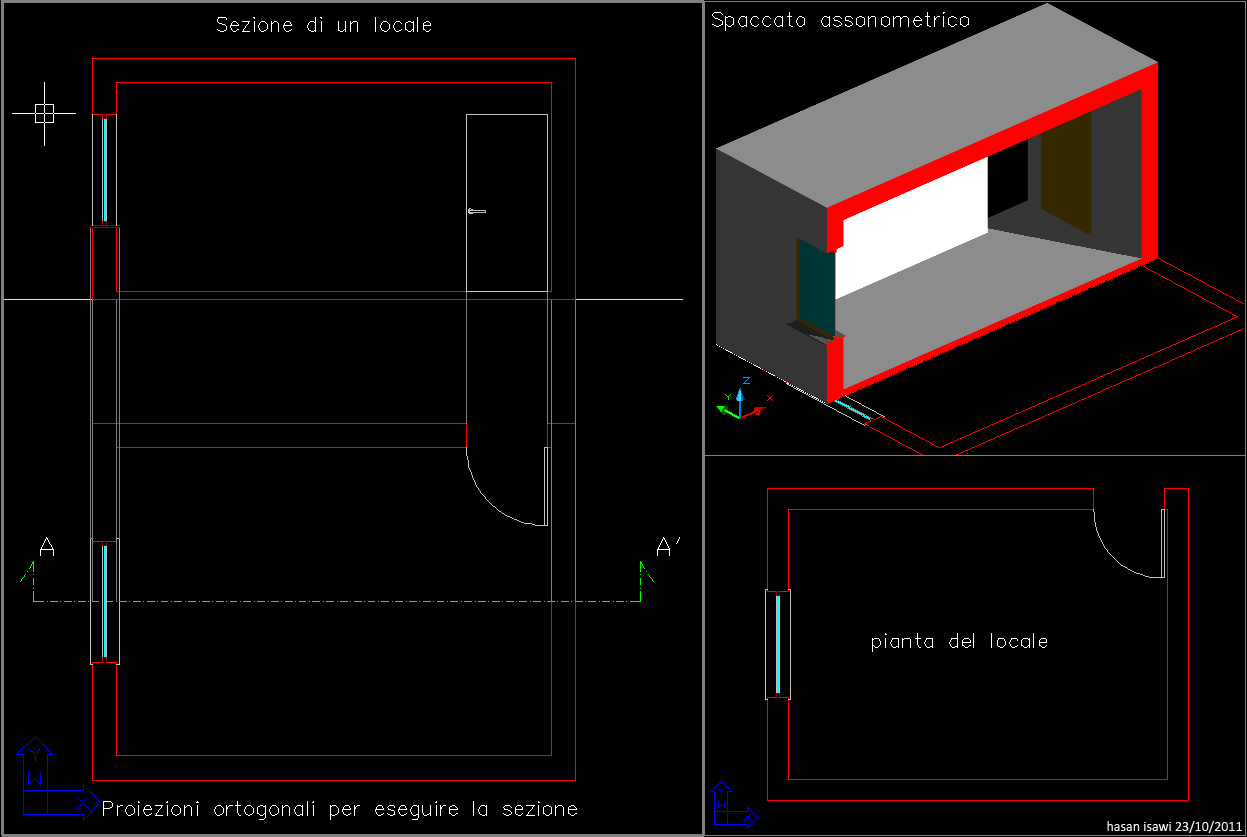
sezione piana di un manufatto architettonico

Una sezione, nella geometria descrittiva, indica una condizione d'incidenza tra due elementi geometrici. Per inciso indica un elemento geometrico che può essere ottenuto, rispettivamente:
- come conseguenza delle cosiddette operazioni di proiezione e sezione, come l'immagine centrale o parallela di un punto o di una linea;
- come figura piana comune ad un solido ed un piano, per esempio: le coniche (ellisse, parabola, iperbole) sono sezioni piane di un cono quadrico;
- come figura piana comune a due solidi, per esempio: la base comune di due superfici proiettive, come quella di due piramidi o di due cilindri;
- come figura sghemba comune a due solidi, per esempio, come la quartica d'intersezione tra due coni circolari, nella condizione che, tali coni, non abbiano nessuna sfera in comune, altrimenti si ha, come intersezione, due coniche (in tal caso, la sezione, può essere definita quartica digrammica degenere).

## Nomenclatura della sezione
Secondo la giacitura del piano α che seziona un solido K, la sezione che viene ottenuta può essere chiamata, rispettivamente:
- sezione orizzontale, quando α ha giacitura orizzontale, cioè parallela al primo piano di proiezione π1;
- sezione verticale, quando α è verticale, cioè ortogonale al piano π1.
- sezione generica, quando la giacitura di α non è né parallela né ortogonale a nessun dei principali piani di proiezione π1, π2 e π3.

Inoltre, la figura piana che si ottiene come sezione di un piano α con un solido K, può essere chiamata, rispettivamente: longitudinale, quando α passa per l'asse di K, e trasversale quando α è ortogonale all'asse di K.

## Sezioni in grafica
La sezione in grafica rappresenta un oggetto (o un edificio, o un essere vivente, ecc.) come se uno o più piani regolari avessero tagliato una parte, che viene esclusa dalla rappresentazione. Le sezioni più comuni sono quelle orizzontali (tipica è la pianta) e verticali (spaccato). A volte più sezioni vengono combinate con un'assonometria: in quel caso si parla di spaccato assonometrico.